# George Lloyd (compositeur)
Pour les articles homonymes, voir George Lloyd et Lloyd.
George (Walter Selwyn) Lloyd est un compositeur et chef d'orchestre britannique, né à St Ives, en Cornouailles (Angleterre) le 28 juin 1913, décédé à Londres le 3 juillet 1998.

## Biographie
Lloyd grandit dans une famille d'ascendance cornique, dans laquelle la musique est très appréciée. Sa mère pratiquait le violon, l'alto et le piano et son père, flûtiste, est le fils d'un chanteur d'opéra américain. Il apprend d'abord le piano et le violon. Il est ensuite élève du collège Trinity de Londres, mais sa scolarité se déroule en grande partie en cours particuliers à domicile, à cause de sa santé délicate (jeune, il souffrait de rhumatisme articulaire aigu). Plus tard, il étudie le violon avec Albert Sammons et la composition avec Harry Farjeon (en). 
Lloyd se révèle un compositeur précoce : sa première symphonie, composée à dix-neuf ans, est créée en 1933 et reprise à Bournemouth l'année suivante. Il n'est qu'un jeune homme de vingt-et-un ans lorsqu'est créé en novembre 1934, à Penzance, son premier opéra, Iernin ; repris au Lyceum Theatre de Londres. Conservé à l'affiche pendant trois semaines, le critique Frank Howes salue dans le Times, la spontanéité, le mélodieux et le dramatisme de l'œuvre,. Une seconde symphonie est créée en 1934 à Eastbourne, bientôt suivie par une troisième (1933, rév. 1935), que John Ireland, déjà impressionné par Iernin, recommande chaudement à Edward Clark de la BBC : Lloyd est invité à la diriger le 29 novembre 1935. Trois ans plus tard, en 1938, son second opéra The Serf, est créé à Covent Garden par Vladimir Rosing (en), puis repris à Liverpool et Glasgow. 
Mais la guerre survient, qui met fin à ces succès. En 1942, engagé dans les Royal Marines où il est incorporé dans un ensemble de cuivres, Lloyd est grièvement blessé dans un croiseur cuirassé accompagnant un convoi dans l'Arctique, en route vers la Russie, par une torpille défectueuse lancée depuis son propre navire. Après son sauvetage, il reprend la composition.
Après la guerre, il s'installe à la campagne avec son épouse. Il continue à composer et s'intéresse à la direction d'orchestre, mais sa mauvaise santé le contraint à chercher un climat plus adéquat. Ils voyagent en Suisse (pays d'origine de son épouse Nancy) et séjournent à la montagne. Revenu s'installer dans le comté de Dorset, il se passionne pour des activités écologiques (la culture de champignons et d'œillets), et ne compose plus que par intermittence à la suite de l'échec de son John Socman (1951), opéra commandé pour le Festival of Britain. Sa musique, tonale, est considérée par certains comme démodée, et n'a plus les faveurs d'avant-guerre. D'autres, au contraire, la trouvent, « colorée », « rafraîchissante »
Il faut attendre les années 1970 pour qu'il consacre plus de temps à la musique et retrouve une décennie plus tard la reconnaissance du monde musical et du public. En 1989, il est nommé chef principal de l'Orchestre symphonique d'Albanie aux États-Unis.
Ses symphonies et concertos pour piano sont enregistrés pour les labels Lyrita Records, Albany Records et Conifer, sous sa propre direction. Son requiem n'est achevé que trois semaines avant sa mort ; il est dédié « à la mémoire de Diana, Princesse de Galles ». 
Lloyd meurt le 3 juillet 1998, quelques jours après son 85e anniversaire.

## Œuvre
Si l'œuvre de George Lloyd est appréciée en Angleterre elle est rarement jouée dans le reste du monde.

### Orchestre
- Symphonie nº 1 (1932)
- Symphonie nº 2 (1933)
- Symphonie nº 3 (1933)
- Symphonie nº 4 « Arctic » (1946)
- Symphonie nº 5 (1948)
- Symphonie nº 6 (1956)
- Symphonie nº 7 (1959)
- Symphonie nº 8 (1961)
- Symphonie nº 9 (1969)
- Symphonie nº 10 « November Journeys » (1981)
- Symphonie nº 11 (1985)
- Symphonie nº 12 (1989)
- Le Pont du Gard (1990)

### Concertos
- Concerto pour piano nº 1 « Bouc émissaire » (1963) création par John Ogdon en 1964.
- Concerto pour piano nº 2 (1964)
- Concerto pour piano nº 3 (1968)
- Concerto pour piano nº 4 (1970, orchestration 1983) création dirigée par le compositeur au Royal Festival Hall en 1984.
- Concerto pour violon nº 1 (1970)
- Concerto pour violon nº 2 (1977)
- Concerto pour violoncelle (1997)
- 4 œuvres pour ensemble de cuivres
  - Trinidad, marche pour ensemble militaire (1941, orch. 1946, arr. 1990)
  - Diversions on a Bass Theme (1986)

### Chorale et sacrée
- The Vigil of Venus, (Pervigilium Veneris) pour soprano, ténor, chœur et orchestre (1980)
- A Symphonic Mass, pour chœur et orchrestre (1992)
- Requiem (1992)
- A Litany, pour soprano, basse, chœur et orchestre (1995)

### Opéras
Les livrets sont du compositeur.
- Iernin (Pezance, 6 novembre 1934)
- The Serf (Londres, 20 octobre 1938)
- John Socman (en) (Bristol, 15 mai 1951)

## Sources
- Livret du CD : 11e symphonie, Albany Symphony Orchestra, direction : George Lloyd (1986-1987, Conifer, CDCF144)
- Livret : 5e symphonie, BBC Philharmonic Orchestra, dir. George Lloyd (Albany Records U.K., TROY 022-2, 1989)
- Theodore Baker et Nicolas Slonimsky (trad. de l'anglais par Marie-Stella Pâris, préf. Nicolas Slonimsky), Dictionnaire biographique des musiciens [« Baker's Biographical Dictionary of Musicians »], t. 2 : H-O, Paris, Robert Laffont, coll. « Bouquins », 1995 (réimpr. 1905, 1919, 1940, 1958, 1978), 8e éd. (1re éd. 1900), 4728 p. (ISBN 2-221-06787-8), p. 2451
- (en) Lewis Foreman, « Lloyd, George (Walter Selwyn)  », dans Grove Music Online, Oxford University Press, 2001.